# دار الحرف (مذيخرة)

تعديل مصدري - تعديل

دار الحرف محلة تابعة لقرية الحمادي، التابعة لعزلة الاشعوب بمديرية مذيخرة إحدى مديريات محافظة إب في الجمهورية اليمنية، بلغ تعداد سكانها 23 حسب تعداد اليمن لعام 2004.